# عین زبده
عین زبده (به عربی: عین زبدة) یک منطقهٔ مسکونی در لبنان است که در استان بقاع واقع شده‌است. عین زبده ۱٬۰۹۰ متر بالاتر از سطح دریا واقع شده‌است.